# بوب توماس (ممثل)
بوب توماس (بالإنجليزية: Bob Thomas)‏ هو كاتب سيناريو وممثل أمريكي، ولد في 1 مارس 1965.

## أعمال

### أفلام
- (2004) أضواء ليلة الجمعة

## وصلات خارجية
- بوب توماس على موقع IMDb (الإنجليزية)
- بوب توماس على موقع قاعدة بيانات الفيلم (الإنجليزية)